# Guidage axonal

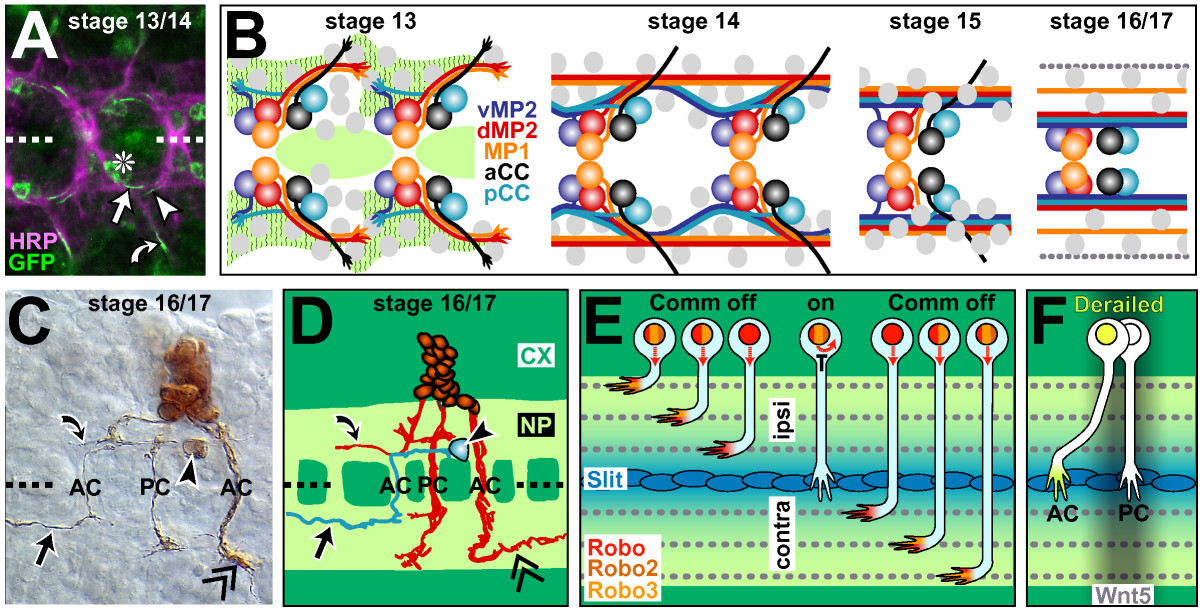
Guidage axonal

Le guidage axonal est une branche du neurodéveloppement. Elle étudie comment les axones parviennent à trouver leurs cellules cibles notamment grâce aux cônes de croissance.
Le principe élémentaire du guidage axonal repose sur la chemoattraction et la chemorepulsion :
- Le cône de croissance est attiré par des molécules présentes dans le milieu extracellulaire et sécrétées par les cellules de sa zone de destination (ex: des facteurs de croissance).
- La croissance du cône est, au contraire, inhibée par d'autres molécules émises par les zones entourant son corps cellulaire, son trajet axonal et sa zone d'arrivée.

L'axone est ainsi "contraint" de suivre un guide qui lui assure de trouver sa cible sans se perdre dans une autre structure en chemin. 
Pour chaque trajet d'axone il y a donc une combinaison de facteurs attractifs et répulsifs que l'axone doit reconnaitre en exprimant à la surface de son cône de croissance les récepteurs adéquats.
De plus, les axones se regroupent par affinité, en reconnaissant certains récepteurs exprimés à leur surface (souvent les mêmes récepteurs qui leur permettent de se guider) et favorisent mutuellement leur croissance (expression de molécules d'adhésion inter-axone, etc.). Enfin les axones effectuant le trajet opposé (communication à double-sens entre 2 zones du cerveau) favorisent également leur déplacement et leur guidage vers l'aire d'arrivée.